# Canarium urceus
Pour les articles homonymes, voir Ourson.
Espèce
Synonymes
- Strombus urceus

Canarium urceus est une espèce de mollusques gastéropodes de la famille des Strombidae. 
- Taille maximale : 2,5 à 5 cm.
- Répartition : sud-ouest du Pacifique.